# 河内村 (香川県)
河内村（こうちむら）は、香川県三豊郡にあった村。現在の三豊市山本町河内。

## 歴史
- 1890年2月15日 - 町村制施行に伴い、豊田郡河内村が発足。
- 1899年4月1日 - 豊田郡が三野郡と合併し、三豊郡となる。
- 1955年4月1日 - 辻村・神田村・財田大野村と新設合併し、山本村が発足。同日付で河内村を廃止。